# Mistrovství Evropy v judu 1989
Mistrovství Evropy se konalo v Helsinkách, Finsko, ve dnech 11.-14. května 1989

## Výsledky

### Muži
| Kategorie | Zlato                       | Stříbro                  | Bronz                     | Bronz                   |
| --------- | --------------------------- | ------------------------ | ------------------------- | ----------------------- |
| -60 kg    | Amiran Totikašvili (URS)GEO | Petr Šedivák (TCH)CZE    | Philippe Pradayrol (FRA)  | Carlos Sotillo (ESP)    |
| -65 kg    | Bruno Carabetta (FRA)       | Sergej Kosmynin (URS)RUS | József Csák (HUN)         | Pavel Petřikov (TCH)CZE |
| -71 kg    | Jorma Korhonen (FIN)        | Bertalan Hajtós (HUN)    | Marc Alexandre (FRA)      | Giorgi Tenadze (URS)GEO |
| -78 kg    | Bašir Varajev (URS)RUS      | Frank Wieneke (FRG)      | Anthonie Wurth (NED)      | Zsolt Zsoldos (HUN)     |
| -86 kg    | Fabien Canu (FRA)           | Vitalij Buďukin (URS)RUS | Giorgio Vismara (ITA)     | Axel Lobenstein (GDR)   |
| -95 kg    | Koba Kurtanydze (URS)GEO    | Jiří Sosna (TCH)CZE      | Theo Meijer (NED)         | Marc Meiling (FRG)      |
| +95 kg    | Rafał Kubacki (POL)         | Thomas Müller (GDR)      | Grigorij Veričev (URS)RUS | Hans Buiting (NED)      |

### Ženy
| Kategorie | Zlato                         | Stříbro                         | Bronz                       | Bronz                    |
| --------- | ----------------------------- | ------------------------------- | --------------------------- | ------------------------ |
| -48 kg    | Cécile Nowaková (FRA)         | Karen Briggsová (GBR)           | Małgorzata Roszkowská (POL) | Marjo Vilholaová (FIN)   |
| -52 kg    | Jaana Ronkainenová (FIN)      | Dominique Brunová (FRA)         | Joanna Majdanová (POL)      | Sharon Rendleová (GBR)   |
| -56 kg    | Catherine Arnaudová (FRA)     | Maria Gontowicz-Szałasová (POL) | Jenny Galová (NED)          | Miriam Blascová (ESP)    |
| -61 kg    | Catherine Fleuryová (FRA)     | Lenka Šindlerová (TCH)CZE       | Diane Bellová (GBR)         | Ja'el Aradová (ISR)      |
| -66 kg    | Emanuela Pierantozziová (ITA) | Alexandra Schreiberová (FRG)    | Claire Lecatová (FRA)       | Ulla Werbroucková (BEL)  |
| -72 kg    | Ingrid Berghmansová (BEL)     | Elisabeth Karlssonová (SWE)     | Marion van Dorssenová (NED) | Aline Bataillerová (FRA) |
| +72 kg    | Angelique Serieseová (NED)    | Anne Åkerblomová (FIN)          | Beata Maksymowová (POL)     | Natalina Lupinová (FRA)  |